# 7343 Ockeghem
7343 Ockeghem (1992 GE2) là một tiểu hành tinh vành đai chính được phát hiện ngày 4 tháng 4 năm 1992 bởi E. W. Elst ở La Silla.